# Óblast de Briansk
L'óblast de Briansk (en rus Брянская область, tr. Briànskaia óblast) és un subjecte federal de Rússia.